# Tumor mucinoso ovárico

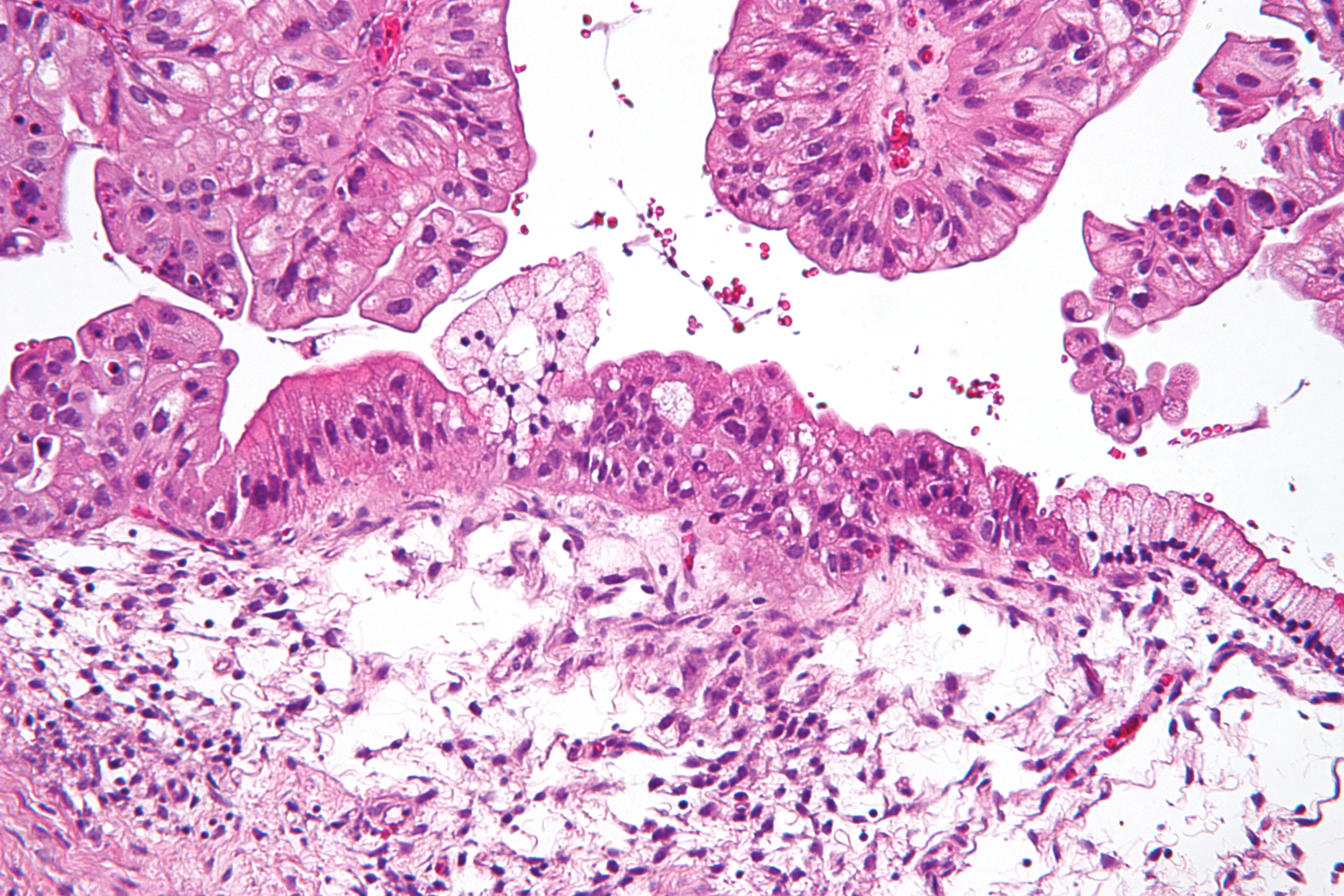
Tumor microscópico mucinoso ovárico

Tumor mucinoso ovárico son parte del grupo tumoral epitelial-estromal superficial de neoplasias ováricas y representan aproximadamente el 36% de todos los tumores ováricos. Aproximadamente el 75% son benignos, el 10% están en el límite y el 15% son malignos. En raras ocasiones, el tumor se ve bilateralmente; aproximadamente el 5% de los tumores mucinosos primarios son bilaterales. Los tumores mucinosos benignos son típicamente multiloculares (tienen varios lóbulos) y los quistes tienen un revestimiento liso de epitelio que se asemeja a las células epiteliales endocervicales con un pequeño número de células epiteliales de tipo gastrointestinal. Los tumores mucinosos limítrofes y malignos a menudo tienen papilas y áreas sólidas. También puede haber hemorragia y necrosis.
Está bien documentado que la neoplasia maligna puede estar presente solo focalmente en las neoplasias mucinosas del ovario, por lo que es imprescindible realizar un muestreo exhaustivo.
Las principales características distintivas de los tumores mucinosos son que los tumores están llenos de un material similar al moco, que les da su nombre; Este moco es producido por las células caliciformes secretoras de moco, muy similares a las células que recubren el intestino normal. Estos tumores pueden volverse muy grandes, algunos se han pesado hasta 25 kilogramos.
Los cistadenocarcinomas (tumores malignos) contienen un patrón de crecimiento más sólido con las características de malignidad: atipia celular y estratificación, pérdida de la arquitectura normal del tejido y necrosis. La apariencia puede ser similar al cáncer de colon.
La invasión estromal clara se usa para diferenciar los tumores límite de los tumores malignos. El seudomixoma peritoneal puede presentarse como resultado de un tumor mucinoso ovárico, sin embargo, esta es una causa rara de esta afección, que es una afección poco frecuente. Una causa más común de pseudomixoma peritoneal es un tumor del apéndice que produce mucina. Dado que los tumores mucinosos que surgen del ovario generalmente solo involucran un ovario, la presencia de afectación en ambos ovarios con un tumor mucinoso sugiere que el tumor puede haber surgido en otra ubicación, y se justifica un estudio adicional.

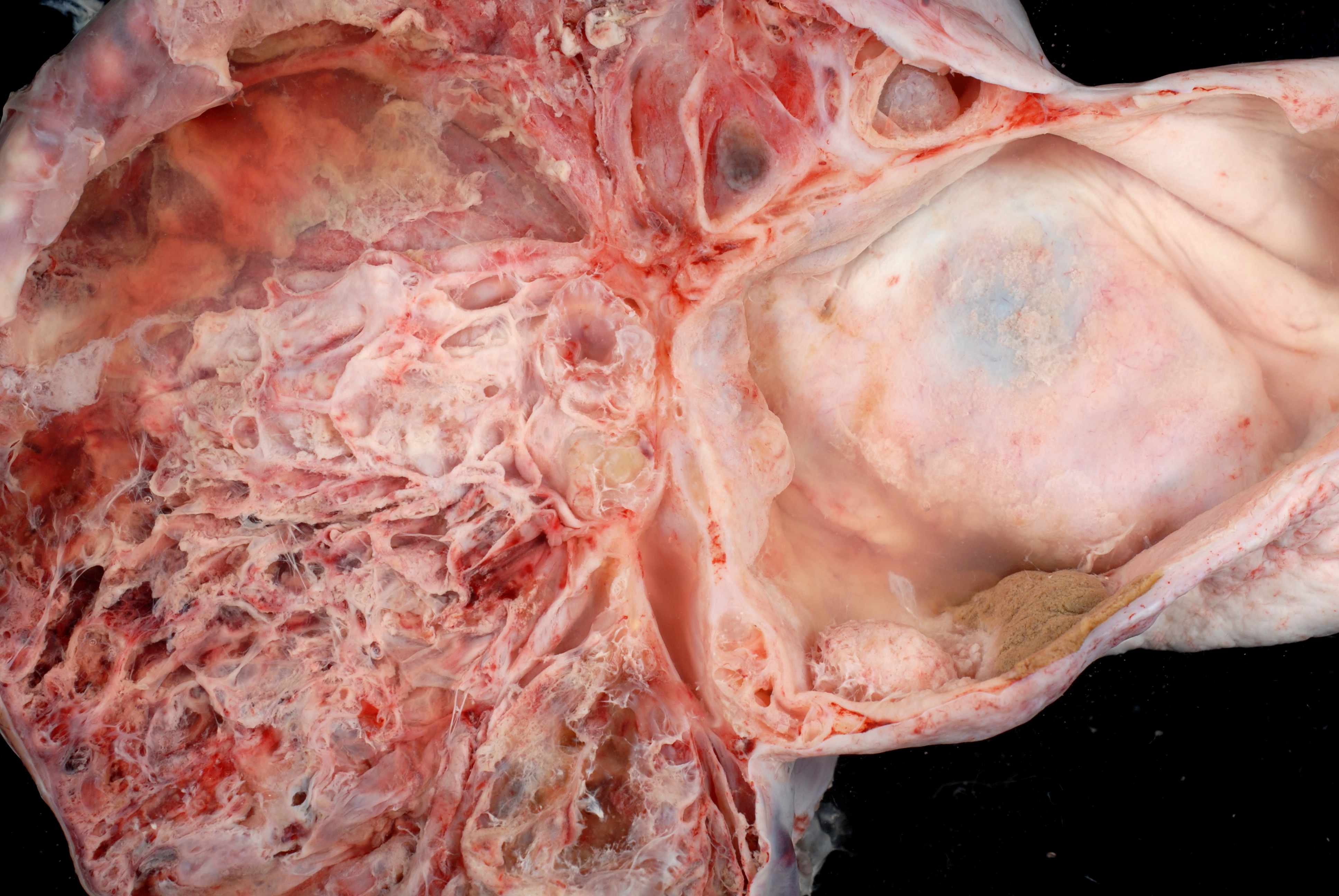
Muestra de patología de un tumor mucinoso del ovario

El riesgo de tumores mucinosos se asocia significativamente con el tabaquismo: riesgo relativo para los fumadores actuales 2.22 (2.22 veces el riesgo para los no fumadores) y 2.02 para los fumadores anteriores. El riesgo también se asocia con la duración del tabaquismo: el riesgo relativo por 20 años fue de 1,44. Vea el artículo de Tworoger SS en Cáncer el 1 de marzo de 2008 utilizando datos del Estudio de Salud de Enfermeras.

## Pronóstico
Las tasas de supervivencia a 10 años para los tumores mucinosos son excelentes en ausencia de invasión. En el caso de tumores limítrofes confinados al ovario y tumores malignos sin invasión, las tasas de supervivencia son del 90% o más. En los cistadenocarcinomas mucinosos invasivos, la supervivencia es aproximadamente del 30%